# Royal Guard Open 2014
Royal Guard Open 2014 — тенісний турнір, що проходив на ґрунтових кортах у місті Вінья-дель-Мар, Чилі з 3 лютого. Належав до категорії ATP World Tour 250, був турніром серії Chile Open 2014 року.

## Фінальна частина

### Одиночний розряд
Фабіо Фоніні —  Леонардо Маєр 6–2, 6–4

### Парний розряд
Олівер Марах /  Флорін Мерджа —  Хуан Себастьян Кабаль /  Роберт Фара 6–3, 6–4